# Орієнтовність

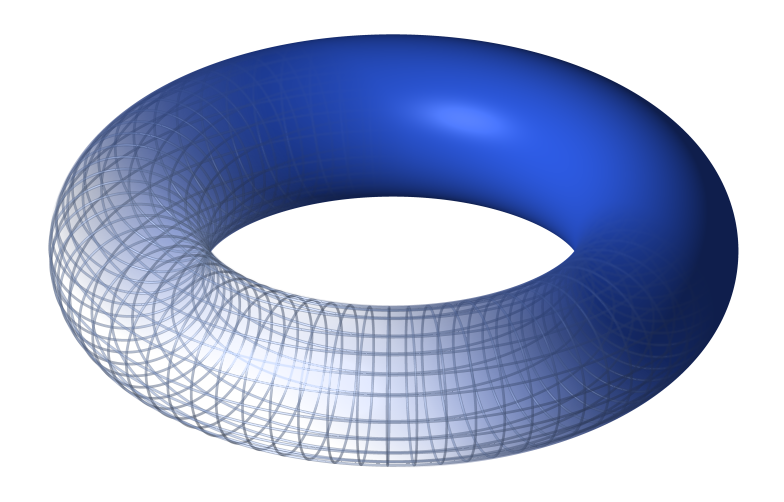
Тор є орієнтовною поверхнею

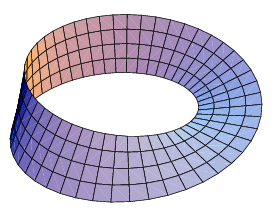
Стрічка Мебіуса — неорієнтовна поверхня

Римська поверхня — неорієнтовна

У математиці, орієнтовність — це властивість поверхні у евклідовому просторі, що визначає чи можливо зробити цілісний вибір вектора нормалі поверхні у кожній точці. Вибір нормалі поверхні дає можливість використовувати правило правої руки для визначення орієнтації за годинниковою стрілкою для петлі на поверхні, як це вимагається, наприклад, теоремою Стокса. Загальніше, орієнтовність абстрактної поверхні або многовида визначає чи можна узгоджено обрати орієнтацію за годинниковою стрілкою для всіх петель на многовиді. Тотожно, поверхня є орієнтовною якщо двовимірну фігуру таку як  не можна рухати по поверхні, так щоб вона знов опинилась у стартовій позиції і при цьому виглядала як її дзеркальне відображення .
Поняття орієнтовності можна узагальнити на многовиди більшої вимірності. Многовид є орієнтовним якщо існує узгоджений вибір орієнтації, і зв'язаний орієнтовний многовид має саме дві відмінні можливі орієнтації. У цих умовах, можна дати різноманітні тотожні формулювання орієнтовності, залежно від бажаного застосування і рівня узагальнення. Формулювання застосовні для загальних топологічних многовидів часто використовують теорію гомології, тоді як для диференційовних многовидів, які мають багатшу структуру, ми можемо використати формулювання у термінах диференціальних форм. Важливим узагальненням орієнтовності простору є орієнтовність сім'ї просторів параметризованих якимсь іншим простором (локально тривіальне розшарування) для якого орієнтацію потрібно вибрати для кожного з просторів які змінюються неперервно відповідно до зміни значення параметра.

## Орієнтовні поверхні

У цій анімації, використана проста аналогія із використанням зубчастого колеса, яке обертається на нормалі поверхні відповідно до правила правої руки. Орієнтація кривих заданих границями задається напрямком, у якому точки рухаються по мірі того як їх штовхає зубчасте колесо. На неорієнтовних поверхнях, як-от стрічка Мебіуса, границя мала б рухатись в обох напрямках одночасно, що неможливо.

Поверхня S у евклідовому просторі R3 орієнтовна, якщо цією поверхнею неможливо пересувати двовимірну фігуру (наприклад, ) так, що по повернені у початкову точку, вона виглядатиме як власне дзеркальне відображення (). Інакше, поверхня неорієнтовна. Абстрактна поверхня (тобто, двовимірний многовид) орієнтовна, якщо на поверхні неперервним чином можна визначити цілісну концепцію обертання за годинниковою стрілкою. Тобто, не можна змінити орієнтацію петлі на поверхні за допомогою неперервної деформації (без самоперетину) на протилежну. Виявляється, що це тотожно до питання наявності підмножини, яка гомеоморфна стрічці Мебіуса. Отже, для поверхні, стрічку Мебіуса можна розглядати як джерело усієї неорієнтовності.
Для орієнтовної поверхні, цілісний вибір напрямку за годинниковою стрілкою називається орієнтацією, і поверхня називається орієнтованою. Для поверхонь вбудованих у евклідів простір, орієнтація визначається через неперервно змінювану нормаль поверхні n у кожній точці. Якщо така нормаль існує, тоді є всього два варіанти її вибору: n або −n.  Загальніше орієнтовна поверхня дозволяє саме дві орієнтації, і відмінність між орієнтованою поверхнею і орієнтовною поверхнею тонка і розмита. Орієнтовна поверхня — це абстрактна поверхня, яка дозволяє орієнтацію, тоді як орієнтована поверхня — поверхня, що абстрактно орієнтовна і має додаткову характеристику вибору однієї з двох можливих орієнтацій.
Приклади
Більшість поверхонь які ми зустрічаємо у фізичному світі орієнтовні. Наприклад, сфери, площини і тори є орієнтовними. Але стрічки Мебіуса, дійсні проективні площини і пляшки Клейна — неорієнтовні. Вони, візуалізовані у трьох вимірах, всі мають один бік. Дійсні проективні площини і пляшки Клейна неможливо вбудувати в R3, лише занурити, тобто вони матимуть самоперетини.
Зауважте, що локально вбудована поверхня завжди має два боки, отже короткозорий мураха повзаючи на по поверхні вважатиме, що існує «інший бік». Суть однобічності поверхні полягає в тому, що цей мураха може переповзти з одного боку на «інший» без проникання крізь поверхню або переповзання через край, йому достатньо лише проповзти достатньо далеко.
Взагалі, властивість орієнтовності не тотожна двобічності; однак, це так коли навколишній світ (такий як R3) є орієнтовним. Наприклад, тор вбудований у  
{\displaystyle K^{2}\times S^{1}}
може бути однобічним і пляшка Клейна у тому ж просторі можу бути двобічною; тут {\displaystyle K^{2}} позначає пляшку Клейна.
Орієнтація через тріангуляцію
Будь-яка поверхня має тріангуляцію: розбиття на трикутники, таке що кожне ребро трикутника склеюється з не більш ніж одним іншим ребром, тобто ребром іншого трикутника. Кожен трикутник орієнтований через вибір напрямку навколо його периметра. Якщо це зроблено таким чином, що після склеювання їх разом, сусідні ребра вказують у протилежні боки, тоді це визначає орієнтацію поверхні. Цей вибір можна зробити лише якщо поверхня орієнтовна і тоді існує лише дві можливі орієнтації.
Якщо фігуру  можна узгоджено позиціонувати в усіх точках поверхні без перетворення на її дзеркальне відображення, тоді це вводить орієнтацію у щойно наведеному сенсі трикутників тріангуляції через вибір напрямку кожного трикутника в порядку червоного-зеленого-синього кольорів будь-якої фігури всередині трикутника.
Цей підхід узагальнюється до будь-якого n-многовида, що має тріангуляцію. Однак, деякі 4-многовиди не мають тріангуляції і, загалом, для n > 4  деякі n-многовиди мають не тотожні тріангуляції.

## Коорієнтований підмноговид
Коорієнтація лінійного підпростору {\displaystyle L^{k}} корозмірності {\displaystyle k} у лінійному просторі {\displaystyle L} — це орієнтація {\displaystyle k-}вимірного фактор-простору {\displaystyle L/L^{k}.} Коорієнтацію простору {\displaystyle L^{k}} можна задати, зафіксувавши у просторі {\displaystyle L} {\displaystyle k-}форму, рівну зовнішньому добуткові {\displaystyle k} незалежних ковекторів, ортогональних простору {\displaystyle L^{k}}. Ця форма індукується при гомоморфізмі факторизації із форми старшого степеня, орієнтуючої фактор-простір {\displaystyle L/L^{k}.}
Нехай {\displaystyle \Gamma ^{k}} - коорієнтований підмноговид корозмірності {\displaystyle k} у многовиді {\displaystyle M,} та {\displaystyle \pi :M_{k}\rightarrow M} - відображення у многовид {\displaystyle M} {\displaystyle k-}вимірного орієнтованого многовиду із краєм {\displaystyle M_{k}.} Якщо образ краю {\displaystyle \pi (\partial M_{k})} не перетинається із підмноговидом {\displaystyle \Gamma ^{k}}, то визначений індекс перетину параметризованої плівки {\displaystyle \pi (M_{k})} із підмноговидом {\displaystyle \Gamma ^{k}}. Якщо відображення {\displaystyle \pi } є трансверсальним підмноговиду {\displaystyle \Gamma ^{k}}, то індекс перетину це пораховане із врахуванням знаку число точок у многовиді із краєм {\displaystyle M_{k},} образ яких за відображення {\displaystyle \pi } потрапляє на підмноговид {\displaystyle \Gamma ^{k}}.
Коорієнтований підмноговид {\displaystyle \Gamma ^{k}} корозмірності {\displaystyle k} у многовиді {\displaystyle M} визначає елемент групи {\displaystyle k}-вимірних когомологій многовиду {\displaystyle M}: значення цього елемента на гладкому параметризованому {\displaystyle k}-вимірному циклі (тобто на образі орієнтованого компактного {\displaystyle k}-вимірного многовиду) визначається як індекс перетину цього циклу із підмноговидом  {\displaystyle \Gamma ^{k}}.
Індексом зачеплення коорієнтованого підмноговиду {\displaystyle \Gamma ^{k}} із орієнтованим циклом {\displaystyle \pi (M_{k-1})} називається індекс перетину цього підмноговиду із плівкою {\displaystyle {\bar {\pi }}(M_{k})}, яка затягує цикл, де {\displaystyle M_{k}} - орієнтований многовид, границя якого збігається із многовидом {\displaystyle M_{k-1},} та {\displaystyle {\bar {\pi }}} - відображення, обмеження якого збігається із відображенням {\displaystyle {\bar {\pi }}}. 